# بوهونیه
بوهونیه (به مجاری:  Böhönye) یک منطقهٔ مسکونی در مجارستان است که در ناحیه مارتسالی واقع شده‌است. بوهونیه ۶۴٫۱۷ کیلومتر مربع مساحت و ۲٬۲۳۰ نفر جمعیت دارد.